# 新畑民子
新畑 民子（にいはた たみこ、1827年（文政10年） - 1908年（明治41年））は、幕末から明治にかけての女性。公卿・一条忠香の側室。明治天皇の皇后である昭憲皇太后の生母。父は一条家典医の新畑種成。院号は花容院。別称は花浦。

## 生涯
1827年（文政10年）、一条家に仕えた典医・新畑大膳種成の娘として生まれる。
一条忠香の側室となり、1849年（嘉永2年）に後の明治天皇の皇后となる美子（昭憲皇太后）を出産する。1851年（嘉永4年）に勇君（号は秋月院）を出産するが早世。
1908年（明治41年）、死去。墓所は京都府京都市の上品蓮台寺。